# Leopard 1
El Leopard 1, inicialmente designado sólo como Leopard; es un tanque de batalla principal de diseño y fabricación alemana que entró en servicio en 1965. Fue desarrollado en una época en la que se creía que las ojivas HEAT daban un valor limitado a los blindajes pesados convencionales, por lo que se centró en la potencia de fuego, con un cañón similar al L7 de 105 mm británico, y en una capacidad para ir campo a través mejor que la de otros tanques de su misma etapa. Ha sido adquirido por Alemania, Australia, Brasil, Bélgica, Canadá, Chile, Dinamarca, Grecia, Italia, Países Bajos, Noruega, Turquía y Líbano.
El diseño del tanque comenzó en la década de 1950 como un proyecto colaborativo entre Alemania Occidental y Francia, al que posteriormente se unió Italia.
Desde 1990, el Leopard 1 ha sido relegado gradualmente a tareas secundarias en la mayoría de los ejércitos, como por ejemplo: el Ejército de Canadá ha adquirido unidades del Leopard 2A4 para reemplazarlo en el rol de carro de combate principal y en el Ejército de Australia está siendo sustituido por el M1A1 Abrams. En la Bundeswehr fue retirado de las divisiones Panzergrenadier y su tarea como carro de combate principal fue reemplazada por el Leopard 2 en 1979.
Brasil y Líbano son los países que más lo usan como carro de combate principal, debido a las condiciones geográficas de estos países, para los cuales está preparado este vehículo empleándolo como tanque rector. Chile mantiene en servicio unos 100 Leopard 1V, de un total de 212 en el sur de dicho país, complementando a unos 200 Leopard 2A4CHL desplegados en el resto del territorio de dicha nación.

## Desarrollo

### Leopard 1
El ambicioso proyecto que comenzó siendo conocido como Eurotank buscaba estandarizar todas las fuerzas acorazadas europeas de la OTAN y poner fin a la dependencia del material norteamericano.
El proyecto Leopard comenzó en noviembre de 1956 con el fin de desarrollar un carro de combate moderno, el Standard-Panzer, para reemplazar los M47 y M48 de fabricación estadounidense de la Bundeswehr que a pesar de ser recientemente entregados al ejército de Alemania Occidental, se trataban ya de modelos desfasados. El 25 de julio de 1957 se publicaron las especificaciones detalladas: el nuevo diseño no podía pesar más de 30 Tm, tener una relación potencia-masa de 30 CV por tonelada, resistir el impacto de proyectiles de 20 mm y operar en un campo de batalla contaminado con armas químicas o radiactividad nuclear, el entonces estándar para el combate tratado en el Pacto de Varsovia. Además, el arma principal consistiría en un cañón de 105 mm, transportando tantos proyectiles como los diseños estadounidenses contemporáneos. La prioridad era la movilidad, en segundo lugar la potencia de fuego y el blindaje como último, pues se creía que no existía protección real contra armas de carga hueca.
Francia estaba interesada en la idea, ya que su proyecto AMX-50 acababa de ser cancelado. En junio de 1957, Alemania Occidental y la Cuarta República Francesa firmaron un acuerdo para desarrollar conjuntamente un carro de combate común, designado en alemán como Europa-Panzer. En la competición se formaron tres grupos de trabajo alemanes (Arbeitsgruppe A, B y C) y uno francés, cada uno desarrollando dos prototipos. En septiembre de 1958, Italia se unió al programa. Varios prototipos comenzaron las pruebas en 1960. Entre ellos se encontraba el Modelo 734 del grupo A (Porsche) y el Borgward, un modelo futurista que no se pudo presentar a tiempo por parte del grupo C.

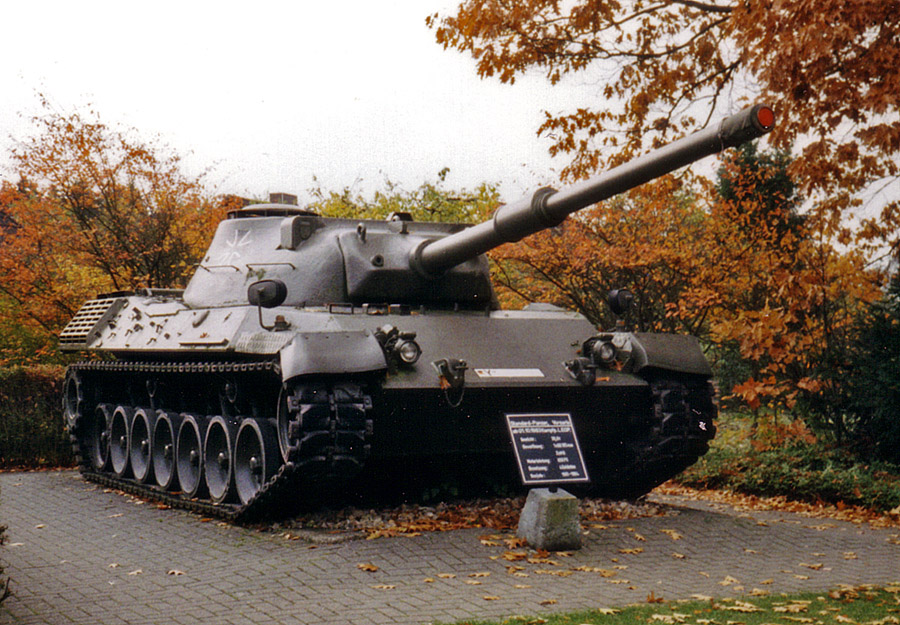
Prototipo del Leopard 1.

Antes de que los primeros prototipos estuviesen acabados, en 1959, se decidió que la segunda etapa empezara con los diseños mejorados: el grupo A construiría 26 prototipos para pruebas y el grupo B seis. Solo se llegaron a fabricar dos tanques del grupo B.
El prototipo de Porsche fue seleccionado como el ganador en el concurso de 1963. No fue una sorpresa, puesto que ya se había decidido en 1961 fabricar una serie de preproducción de cincuenta vehículos de este diseño. Esta serie modificaba la torreta y realizaba varios cambios en el casco para levantar la parte trasera con el fin de proporcionar más espacio en el compartimiento del motor. Antes de la producción en serie de la versión estándar, también se decidió añadir un sistema de telémetro óptico para mejorar la puntería a larga distancia, lo que requería una torreta de mayor altura y añadir protuberancias en cada lado de la torreta donde se montarían las ópticas para la triangulación. En 1963 Francia y Alemania decidieron fabricar su propio carro de combate; Italia por otra parte fabricaría bajo licencia el M60.
Cómo arma originalmente fue equipado con un cañón de 90mm como armamento principal, pero fue reemplazado muy pronto por el cañón británico L7 de 105 mm. después que en 1961 se hubiera usado con propósitos de prueba. Rheinmetall trató de desarrollar su propio cañón de 105 mm, que debía poder disparar el nuevo proyectil francés de carga hueca. El cañón L7 estaba disponible y contaba con un amplio abanico de munición lista para su uso. Por tanto el programa alemán de un cañón propio fue cancelado por razones de logística y de dinero.
Entre agosto y octubre de 1963 se realizaron pruebas comparativas entre los diseños alemán y francés. Todas estas pruebas estuvieron bajo supervisión italiana. Las pruebas demostraron que el tanque alemán era superior al AMX-30 Francés. Inesperadamente se produjo un cambio en la política de defensa francesa, junto con problemas financieros supuso que los franceses no podrían comprar un tanque nuevo antes de 1965. Esto terminó con los esfuerzos franco-alemanes para producir un tanque común y ambos países comenzaron un programa propio. El primer AMX-30 fue entregado al Ejército Francés en 1966, sólo un año después que hubiese comenzado la producción en serie del Leopard 1. Italia decidió comprar la liceypara fabricar localmente tanques M60A1.
La producción se estableció en Krauss-Maffei de Múnich desde principios de 1964, entregando el primer lote de vehículos entre septiembre de 1965 y julio de 1966. El Leopard empezó a ser comprado por varios países de la OTAN y otros aliados: Bélgica (1968), Países Bajos (1969), Noruega (1970), Italia (1971), Dinamarca (1976), Australia (1976), Canadá (1978), Turquía (1980) y Grecia (1981). Italia fabricaría posteriormente 720 carros de combate y 160 vehículos utilitarios bajo licencia. Grecia, España y Chile compraron también un carro de combate surgido del proyecto Europa-Panzer: el AMX-30 francés.

### Leopard 1A1
Tras la entrega del primer lote, los siguientes tres lotes fueron del modelo Leopard 1A1, que incluía un nuevo sistema de estabilización del cañón de Cadillac-Gage, que permitía disparar con efectividad en movimiento. El 1A1 también incorporaba las «faldas» que protegían los laterales y un nuevo manguito térmico para controlar la temperatura del cañón.
Entre 1974 y 1977 todos los vehículos de los primeros cuatro lotes fueron actualizados al estándar Leopard 1A1A1 y recibieron el blindaje adicional en la torreta desarrollado por Blohm & Voss. En los años 1980 en una nueva actualización se añadió un visor nocturno, herencia del Leopard 2 cuando éstos estaban siendo actualizados. El amplificador de luz PZB 200 estaba montado en una caja situada a la derecha del arma principal, creando la variante Leopard 1A1A2. Una actualización posterior con radios digitales SEM80/90 se denominó como Leopard 1A1A3.

### Leopard 1A2
Los primeros 232 tanques de la quinta serie de producción fueron entregados como Leopard 1A2 entre 1972 y 1974. El A2 incluía una torreta más blindada, y por tanto no recibieron los añadidos de Blohm & Voss como en los modelos anteriores. El Leopard 1A2A1 recibió el amplificador de luz PZB 200, el Leopard 1A2A2 las radios digitales y el Leopard 1A2A3 ambos equipos.

### Leopard 1A3
Los siguientes 110 carros de combate de la quinta serie estaban equipados con una nueva torreta soldada que llevaba blindaje espaciado y un mantelete en forma de cuña, denominando a esta variante como Leopard 1A3. Aunque el nivel de blindaje era equivalente al A2, el volumen interno se incrementó en 1,2 m³. Las actualizaciones fueron similares al modelo anterior: Leopard 1A3A1 con visor nocturno, Leopard 1A3A2 con nuevas radios y Leopard 1A3A3 con ambos.

### Leopard 1A4
El Leopard 1A4 estaba compuesto por el sexto lote de 250 vehículos, que comenzó a entregarse en 1974. El 1A4 era similar al 1A3, pero incorporaba un nuevo sistema de control de fuego computerizado y un sistema de puntería EMES 12A1. Además, el comandante recibía su propio sistema de visión nocturna, el PERI R12. El nuevo equipo redujo el espacio y la carga de munición que pasó de 55 a 42.

### Leopard 1A5

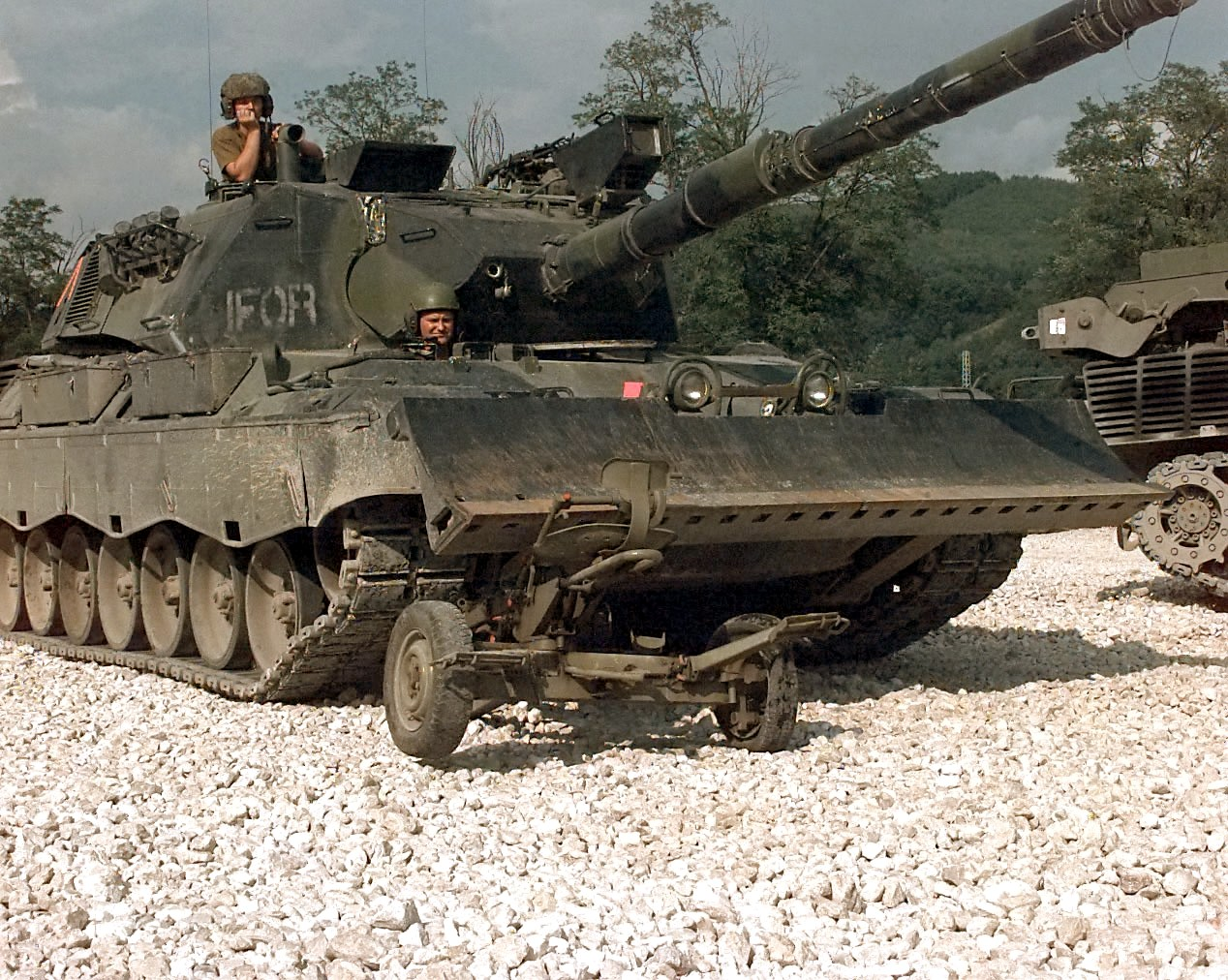
Leopard 1A5 de IFOR

En 1980 se realizó una investigación para estudiar las futuras mejoras al Leopard 1, proporcionándole un sistema de control de fuego moderno y un sistema de visión nocturna efectivo. Como esto iba a requerir más espacio, se decidió basar las actualizaciones en los primeros modelos que ya no eran competitivos. Se creó un paquete de modernización para hacer que el tanque fuera capaz de hacer frente al cada vez mayor número de tanques soviéticos T-64 y T-72, además de poder mantener al Leopard 1 en condiciones de combate hasta el siglo siguiente. De 1986 a 1992, 1225 tanques fueron convertidos a la nueva versión, con un sistema de control de tiro similar al de Leopard 2, un nuevo módulo de estabilización y otras mejoras. Con la modernización aparecieron también ideas para modificar aún más el Leopard 1, equipandolo con el cañón L-44 de 120 mm.
El resultado de la modernización fue el Leopard 1A5 con una nueva torreta modificada, con una sección mayor en la parte posterior para guardar el nuevo equipo además de poder llevar más munición. La nueva torreta también permitía montar el cañón de 120 mm del Leopard 2, aunque esta opción no fue utilizada. Tras las pruebas, se escogió el sistema de control de disparo EMES 18 de Krupp-Atlas Electronik en diciembre de 1983, desarrollado a partir del EMES 15 del Leopard 2. El EMES 18 llevaba dos nuevas miras en la parte superior de la torreta, por lo que no se necesitaban las protuberancias de los sistemas ópticos anteriores. Una actualización crucial fue la introducción de nueva munición, incluyendo los proyectiles APFSDS. Los nuevos proyectiles podrían perforar el blindaje de los tanques soviéticos más modernos como el T-80.
El primer vehículo fue entregado en 1987. Desde entonces la mayoría de los usuarios del Leopard 1 han efectuado cambios similares a sus vehículos, y el modelo 1A5 es considerado como el estándar del Leopard 1. La versión A5 fue muy bien recibida por los países de la OTAN ya que tenía la capacidad de disparar rápida y precisamente con el tanque en movimiento. Además la nueva mira termal y una nueva computadora de control de tiro permitían luchas de noche o con muy mal tiempo. Las nuevas municiones de 105 mm. mejoradas para asegurar buena capacidad de perforación contra los sofisticados blindajes soviéticos mantuvieron al tanque como un arma efectiva. Por último se aumentó el blindaje de los Leopard 1A5 para así aumentar la resistencia estimada.

### Leopard 1A6
El Leopard 1A6 fue un único Leopard 1A1A1 modificado con más blindaje en la torreta y un cañón de 120 mm. El proyecto finalizó en 1987, cuando el Leopard 2 ya estaba en servicio y en ese momento el 1A5 ofrecía una actualización razonable por un coste menor.

### Otras modificaciones

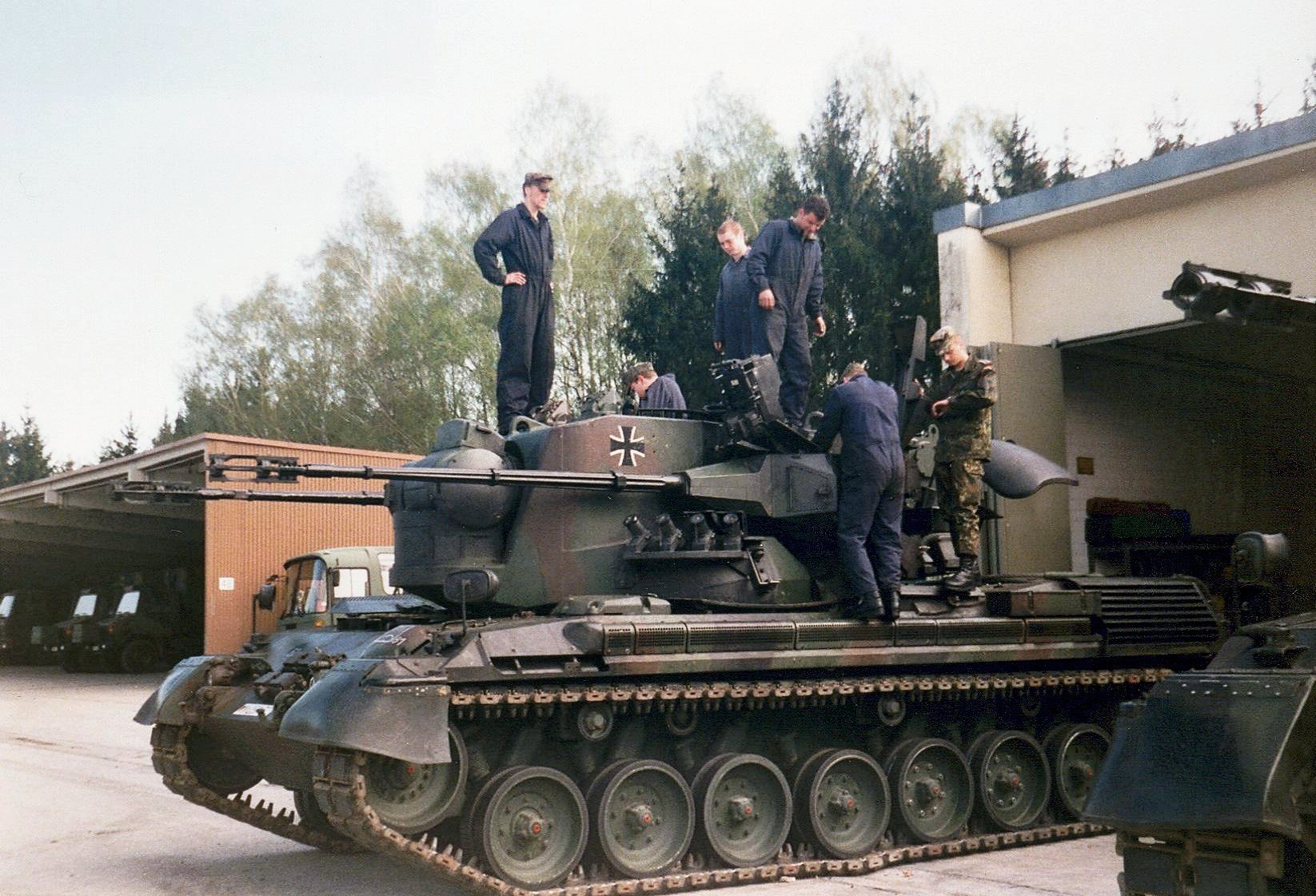
Vehículo de defensa aérea Gepard

Durante la producción de los carros de combate también se desarrollaron vehículos de ingenieros, lanzapuentes y de recuperación, además de variantes para la defensa antiaérea. En los Países Bajos existe una versión mejorada denominada Leopard 1 verbeterd.
Las variantes más conocidas del Leopard son el vehículo de ingenieros Bergepanzer y el antiaéreo Gepard. El Ejército de Canadá emplea el lanzapuentes Beaver, el vehículo blindado de recuperación Taurus y el vehículo de ingenieros de combate Badger, todos basados en el Leopard 1. Los Royal Marines del Reino Unido usan un vehículo conocido como Hippo BARV, es una conversión de Alvis de un chasis de Leopard 1A5.

### Leopard dorado, Eber y Keiler
Tan pronto como el Leopard entró en servicio en 1965, Porsche recibió un contrato para estudiar mejoras futuras del diseño, mientras se esperaban las entregas del MBT-70 a mediados de los años 1970. El programa original Vergoldeter Leopard (Leopard dorado) finalizó en 1967 sin ningún pedido. El acuerdo entre Alemania y Estados Unidos prohibía cualquier desarrollo nacional de un carro de combate salvo experimentación tecnológica, por lo que el proyecto comenzó bajo la designación de Experimentalentwicklung o desarrollo experimental.
Cuando se canceló el proyecto MBT-70, se ofreció un contrato bajo el nombre de Eber (Jabalí), donde se hacía hincapié en utilizar toda la tecnología posible del MBT-70. Se fabricaron dos prototipos usando el nuevo chasis de Porsche con las orugas del MBT-70 y el motor original del Leopard, combinados con una nueva torreta de Wegmann y el cañón de 120 mm de Rheinmetall. Se consideró lo suficientemente prometedor para pedir siete vehículos más que llevarían el motor diseñado para el MBT-70 de MTU. Por entonces, el equipo del Experimentalentwicklung apareció con su diseño alternativo que denominaron Keiler (un sinónimo para Jabalí). En 1971, el ministro de defensa Helmut Schmidt decidió abandonar el proyecto Eber y construir diecisiete prototipos del Leopard 2 basados en el diseño Keiler.

## Uso en combate
Los Leopard fueron usados en combate por los países que aportaban tropas a UNPROFOR en la guerra de Bosnia (1992-1995). También fue usado por Canadá en Afganistán (desde 2001).
- Canadá envió diecisiete Leopard C2 en 2006 a Afganistán para reforzar al contingente que operaba allá. Los tanques enviados fueron equipados previamente con kits de blindaje MEXAS, para mejorar la protección contra RPG e IED. Su llegada supuso un incremento del poder de fuego y factor de disuasión frente a los talibanes que fue bien recibido. Sin embargo, la edad les pasó factura en el duro terreno afgano y su falta de aire acondicionado hacía muy duras las condiciones de vida para sus tripulaciones en los meses de calor. Por ello se decidió reemplazarlos por Leopard 2.

- Dinamarca: Los cascos azules suecos del Batallón Nórdico 2 de la UNPROFOR ocupaban el Puesto de Observación Tango 2, cerca de Tuzla, y sufrían en julio de 1994 el bombardeo de la artillería serbobosnia. Cuando pidieron ayuda se envió un destacamento danés con seis Leopard y un TOA al pueblo de Saraci, a la vista de los serbios como medio intimidatorio, y a la vez otro destacamento se dirigió a Tango 2 con cuatro Leopards y un TOA. Las tropas serbobosnias empezaron a dispararles con artillería de campaña y morteros. El destacamento danés que avanzaba hacía el Puesto de Observación empezó a recibir también fuego de misiles antitanque y RPG. Se ordenó efectuar cuatro disparos de advertencia pero el ataque contra ellos no cesaba por lo cual se respondió al fuego. Los disparos de los tanques inutilizaron un cañón de 40 mm, destruyeron un puesto de observación y dañaron un búnker. Tras una breve calma los serbios reanudaron su ataque y se respondió de nuevo. Durante 15 minutos los tanques daneses dispararon contra todos los objetivos serbios que localizaron. Un disparo alcanzó un polvorín serbio, haciéndolo volar por los aires. Los serbios enviaron tres tanques T-55 a la zona, dependiendo de la versión fueron destruidos o se les respetó.[4]

### Guerra en Ucrania
En 2023 se anunció la donación por Dinamarca, Alemania y Países Bajos de 178 tanques Leopard 1 para el Ejército Ucraniano.
Los Leopard 1 son operados por las Fuerzas Terrestres de Ucrania. A partir de junio de 2023, los vehículos de limpieza de minas Wisent 1 y los vehículos blindados de recuperación Bergepanzer 2 ucranianos se utilizaron en la contraofensiva ucraniana de 2023. Hasta mediados de 2025, se reportó la pérdida de al menos 20 tanques Leopard 1.  Se tiene constancia de al menos 84 tanques ucranianos de modelo desconocido que fueron destruidos, es probable que haya tanques Leopard entre ellos, por lo que la cifra podría ser mayor. 

## Usuarios
Los países que han tenido en servicio al Leopard 1 en sus fuerzas armadas o aún continúan activos son:

### Actuales

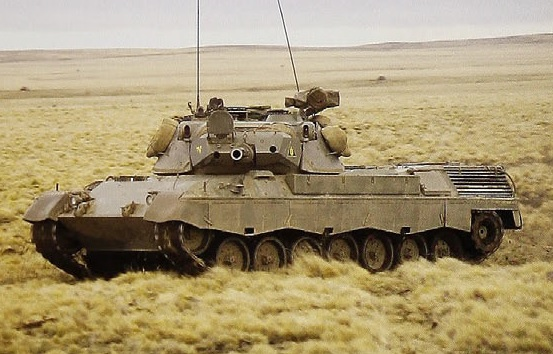
Leopard 1V del Ejército de Chile

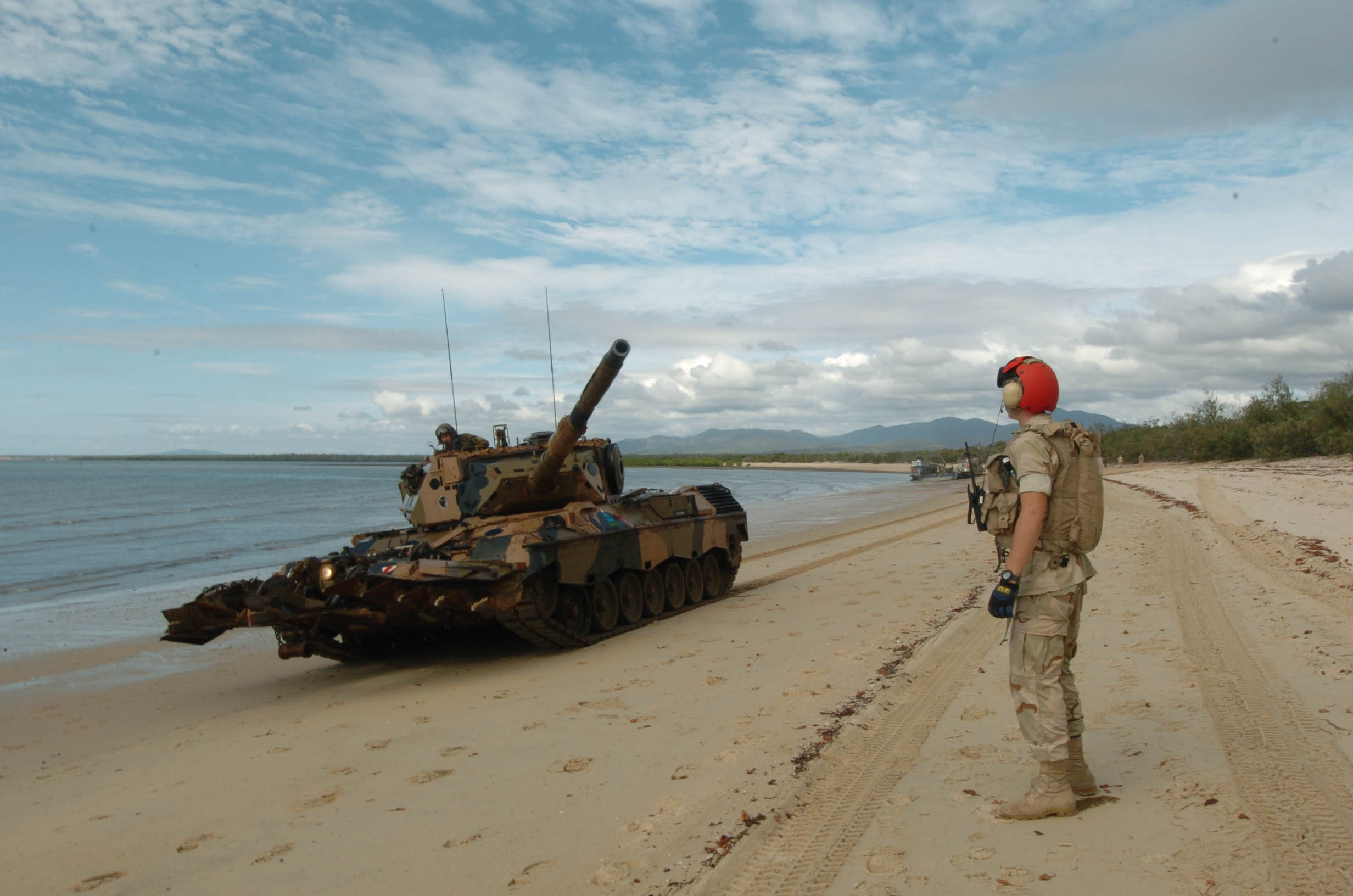
Leopard AS1.Queensland(Australia), 19-Jun-2005

- Chile

Chile adquirió 202 Leopard 1V usados al Real Ejército de los Países Bajos en 1998,
para sustituir a los tanques M-41A3 Walker Bulldog y AMX-30 B1/B2.
La gran mayoría de los Leopard 1 chilenos han sido retirados del servicio activo
en favor de los Leopard 2A4CHL. Actualmente se encuentran activos dos grupos blindados en la patagonia austral de Chile en la V División de Ejército.
- Brasil

Brasil posee 128 Leopards 1 de la versión A1 y 250 de la versión A5 en el Ejército Brasileño, para reemplazar a los M41 Walker Bulldog y lo M60 Patton. Brasil planea modernizar 116 tanques Leopard 1A5.[cita requerida]
- Líbano

El alto mando libanés ha comprado cuarenta y tres Leopard 1A3 exbelgas, dieciséis AIFV-B-C25 y doce ambulancias del modelo M113 blindadas, en un trato por 3,5 millones de euros.
- Ucrania

178 tanques Leopard 1 A5 donados para la guerra de Ucrania

### Anteriores

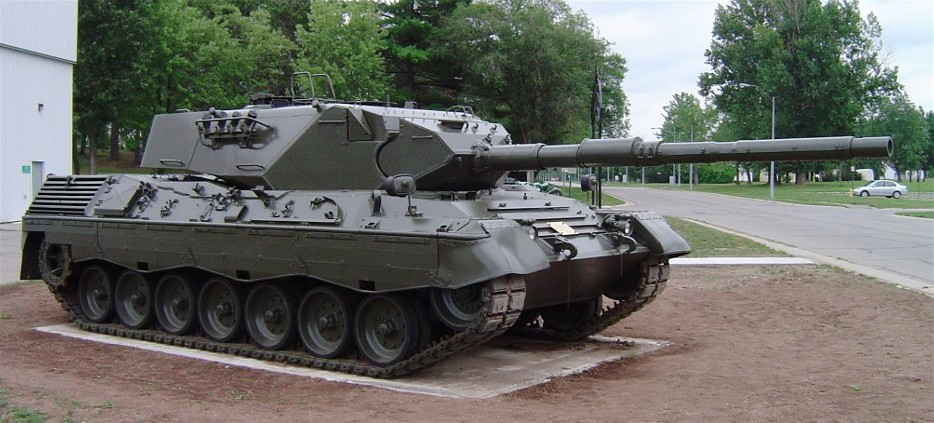
Leopard C1 de Canadá.

- Alemania

Alemania tuvo a su servicio 2437 tanques entre 1965 y 1979. Fueron totalmente remplazados por el Leopard 2, y luego vendidos a otras naciones.
- Australia

Los Leopard 1 llegaron a Australia por primera vez en 1976, tras finalizar una selección y un proceso de pruebas que comenzó en 1971, cuando el ejército decidió buscar un reemplazo a los Centurion británicos. Sustituidos por el M1 Abrams desde el 2007. Además ha ofrecido la venta estos carros de combate.
- Canadá

Canadá adquirió 127 Leopard C1 (equivalente al Leopard 1A3 con telémetro láser) en 1978-1979 para su ejército, aunque solo 114 entraron en servicio. La mayoría de los tanques permanecieron en Alemania durante la Guerra Fría y algunos en la base de Gagetown (Nuevo Brunswick) para entrenamiento.
A principios del 2000, los 114 Leopard C1 fueron actualizados al Leopard C2 con un coste de 139 millones de dólares canadienses. Se compraron 123 torretas de Leopard 1A5 para montarlas en los carros de combate canadienses. El Leopard C2 está equipado con visores térmicos y el control de disparo EMES 18.
Una cierta cantidad de Leopard han sido retirados de servicio como anticipación a su reemplazo por los sistemas Leopard 2A6CAN y Mobile Gun System. De los tanques obsoletos, veintitrés han sido vendidos a empresas de América del Norte, cuatro puestos en museos y las unidades restantes han sido utilizadas como blancos.
- Bélgica

50 tanques retirados Leopard 1A5BE y vendidos a un traficante de armas.En agosto de 2023 esos tanques fueron vendidos a Alemania para ser reparados y enviados a Ucrania

### Desarrollos relacionados
- Gepard
- Leopard 2

### Vehículos similares
- TAM
- M60 Patton
- AMX-30
- OF-40
- Centurion (carro de combate)
- Challenger 1
FV 4201 Chieftain
- T-62
T-64
T-72

### Listas relacionadas
- Anexo:Tanques de combate principal por generación